# デイブ・メネー
デイブ・メネー（Dave Menne、1974年7月29日 - ）は、アメリカ合衆国の男性総合格闘家。ミネソタ州ミネアポリス出身。メネー・コンバット・アカデミー主宰。元UFC世界ミドル級王者。
UFC、修斗、リングス、アブダビコンバットなどへの参戦経験がある。

## 来歴
1997年4月4日、総合格闘技デビュー。
1999年12月22日、リングスKOKトーナメント1回戦で田村潔司と対戦し、判定負け。
2000年3月、アブダビコンバット88kg未満級に出場。1回戦で竹内出に勝利したが、2回戦でサウロ・ヒベイロに敗北。

### UFC
2000年3月10日、UFC初戦となったUFC 24でファビアノ・イハに判定勝ち。
2001年9月28日、UFC 33のUFC世界ミドル級王座決定戦でギル・カスティーリョと対戦し、3-0の判定勝ちを収め王座獲得に成功した。
2002年1月11日、UFC 35のUFC世界ミドル級タイトルマッチでムリーロ・ブスタマンチと対戦し、パウンドでTKO負けを喫し王座陥落した。
2003年6月25日、初参戦となったDEEPで桜井"マッハ"速人と対戦し、左頬カットによるドクターストップでTKO負け。
2006年1月20日、Rumble on the Rockのウェルター級トーナメント1回戦でジェイク・シールズと対戦し判定負け。
2006年6月28日、Ultimate Fight Night 5でジョシュ・コスチェックと対戦し、判定負け。
2009年4月17日、Bellatorに初参戦し、ウェルター級トーナメントに参加した。1回戦はノーマン・パレジーに一本勝ちしたものの、続く2回戦ではオマール・デ・ラ・クルーズに敗れ、トーナメントから敗退した。

## 戦績

### 総合格闘技
| 総合格闘技 戦績 | 総合格闘技 戦績 | 総合格闘技 戦績 | 総合格闘技 戦績 | 総合格闘技 戦績 | 総合格闘技 戦績 | 総合格闘技 戦績 |
| --------------- | --------------- | --------------- | --------------- | --------------- | --------------- | --------------- |
| 64 試合         | (T)KO           | 一本            | 判定            | その他          | 引き分け        | 無効試合        |
| 45 勝           | 6               | 19              | 20              | 0               | 2               | 0               |
| 17 敗           | 7               | 1               | 9               | 0               | 2               | 0               |

| 勝敗 | 対戦相手                     | 試合結果                         | 大会名                                                                 | 開催年月日     |
| ×    | ムリーロ・ブスタマンチ       | 5分3R終了 判定0-3                | Amazon Forest Combat 2                                                 | 2012年3月31日  |
| ○    | エリック・ダビラ             | 1R 1:35 ギロチンチョーク         | UWF 1: Huerta vs. War Machine                                          | 2011年11月26日 |
| ○    | エイドリアン・マイルズ       | 5分3R終了 判定3-0                | CFX / XKL: Mayhem in Minneapolis                                       | 2010年4月24日  |
| ×    | オマール・デ・ラ・クルーズ   | 1R 3:19 TKO（パウンド）          | Bellator VII 【ウェルター級トーナメント 準決勝】                       | 2009年5月15日  |
| ○    | ノーマン・パレジー           | 3R 2:39 チョークスリーパー       | Bellator III 【ウェルター級トーナメント 1回戦】                        | 2009年4月17日  |
| ○    | トラヴィス・マックロウ       | 1R 2:30 TKO（パンチ連打）        | Brutaal Fight Night                                                    | 2008年5月2日   |
| ×    | ルイージ・フィオラヴァンティ | 1R 4:44 TKO（右フック→パウンド） | UFC Fight Night: Sanchez vs. Riggs                                     | 2006年12月13日 |
| ×    | ジョシュ・コスチェック       | 5分3R終了 判定0-3                | Ultimate Fight Night 5                                                 | 2006年6月28日  |
| ○    | アレックス・リード           | 5分3R終了 判定3-0                | Cage Rage 16: Critical Condition                                       | 2006年4月22日  |
| ×    | ジェイク・シールズ           | 5分3R終了 判定0-3                | Rumble on the Rock 8 【ウェルター級トーナメント 1回戦】                | 2006年1月20日  |
| ×    | エド・ハーマン               | 1R終了時 TKO（タオル投入）       | Extreme Challenge 63                                                   | 2005年7月23日  |
| ○    | ジェリー・スピーゲル         | 1R 3:17 フロントチョーク         | Extreme Challenge 62                                                   | 2005年6月18日  |
| ○    | トレヴァー・ガレット         | 5分3R終了 判定2-1                | Extreme Challenge 60                                                   | 2004年11月12日 |
| ○    | エディ・サンチェス           | 1R 0:53 チョークスリーパー       | Extreme Challenge 59                                                   | 2004年9月24日  |
| ○    | トッド・カーニー             | 5分3R終了 判定3-0                | Extreme Challenge 58                                                   | 2004年6月11日  |
| ○    | レオ・シルヴェスト           | 1R 2:06 ヒールホールド           | Extreme Challenge 56                                                   | 2004年3月26日  |
| ×    | ファラニコ・ヴァイタレ       | 5分3R終了 判定0-3                | SuperBrawl 33                                                          | 2004年2月7日   |
| ○    | サム・クリーブランド         | 1R TKO（パンチ連打）             | Extreme Combat: Best of the Best 2                                     | 2003年8月2日   |
| ×    | 桜井"マッハ"速人             | 2R 2:02 TKO（ドクターストップ）  | DEEP 10th IMPACT in KORAKUEN HALL                                      | 2003年6月25日  |
| ○    | デニス・リード               | 1R TKO                           | Extreme Combat                                                         | 2003年6月14日  |
| ○    | トッド・カーニー             | 1R 1:05 フロントチョーク         | ICC 2: Rebellion                                                       | 2003年4月18日  |
| ×    | フィル・バローニ             | 1R 0:18 KO（スタンドパンチ連打） | UFC 39: The Warriors Return                                            | 2002年9月27日  |
| ○    | ロバート・ファーガソン       | 2R終了時 TKO（棄権）             | UAGF 2: Ultimate Cage Fighting 2                                       | 2002年7月30日  |
| ×    | ムリーロ・ブスタマンチ       | 2R 0:43 TKO（パウンド）          | UFC 35: Throwdown 【UFC世界ミドル級タイトルマッチ】                    | 2002年1月11日  |
| ○    | ギル・カスティーリョ         | 5分5R終了 判定3-0                | UFC 33: Victory in Vegas 【UFC世界ミドル級王座決定戦】                 | 2001年9月28日  |
| ×    | 金原弘光                     | 延長R 3:24 KO（パンチ）          | リングス KING of KINGS GRAND-FINAL 【準々決勝】                        | 2001年2月24日  |
| ○    | カリムラ・バルカレフ         | 10分1R終了 判定3-0               | Shidokan Jitsu: Warriors War 1 【決勝】                                | 2001年2月8日   |
| ○    | シャミール・マロメゴブ       | 10分1R終了 判定3-0               | Shidokan Jitsu: Warriors War 1 【準決勝】                              | 2001年2月8日   |
| ○    | カーロス・ニュートン         | 10分1R終了 判定3-0               | Shidokan Jitsu: Warriors War 1 【1回戦】                               | 2001年2月8日   |
| ○    | ホベルト・トラヴェン         | 延長R終了 判定3-0                | リングス KING of KINGS Aブロック 【2回戦】                             | 2000年10月9日  |
| ○    | 坂田亘                       | 5分2R終了 判定3-0                | リングス KING of KINGS Aブロック 【1回戦】                             | 2000年10月9日  |
| ×    | クリス・モンセン             | 5分2R終了 判定0-3                | Rings USA: Rising Stars Block B 【RISING STARS ミドル級 1回戦】        | 2000年7月22日  |
| △    | 上山龍紀                     | 2R（10分/5分）終了 判定1-0       | リングス Millennium Combine II                                         | 2000年6月15日  |
| ○    | ペレ                         | 5分3R終了 判定2-0                | WEF 9: World Class 【WEFクルーザー級タイトルマッチ】                   | 2000年5月13日  |
| ○    | ファビアノ・イハ             | 5分3R終了 判定3-0                | UFC 24: First Defense                                                  | 2000年3月10日  |
| ×    | 田村潔司                     | 5分2R終了 判定0-3                | リングス RISE 7th KING of KINGS Bブロック 【1回戦】                    | 1999年12月22日 |
| ○    | ラバーン・クラーク           | 2R 3:18 フロントチョーク         | Extreme Challenge 29                                                   | 1999年11月13日 |
| ○    | クリス・ライトル             | 5分2R終了 判定3-0                | Extreme Challenge 29                                                   | 1999年11月13日 |
| ○    | 中尾受太郎                   | 5分3R終了 判定3-0                | SuperBrawl 13                                                          | 1999年9月7日   |
| ○    | マーク・ウォーカー           | 1R 1:15 チョークスリーパー       | Ultimate Wrestling                                                     | 1999年8月13日  |
| ○    | ジョー・ジェロミラー         | 1R 3:10 膝十字固め               | Submission Fighting Championships 7                                    | 1999年7月4日   |
| ○    | CJ・フェルナンデス           | 1R 0:58 腕ひしぎ十字固め         | Dangerzone: Mahnomen                                                   | 1999年6月19日  |
| ○    | ジェシー・ジョーンズ         | 20分1R終了 判定3-0               | Extreme Challenge 25 【決勝】                                          | 1999年6月11日  |
| ○    | ブレント・メドリー           | 1R 0:21 フロントチョーク         | Extreme Challenge 25 【1回戦】                                         | 1999年6月11日  |
| ○    | デニス・ホールマン           | 5分3R終了 判定3-0                | 修斗 the Renaxis 1999 "10 Years Anniversary"                           | 1999年5月29日  |
| ○    | ジム・チャイコフスキー       | 1R 膝十字固め                    | Submission Fighting Championships 6                                    | 1999年4月30日  |
| ○    | マイク・マックルアー         | 1R 4:47 ギブアップ（パウンド）   | Extreme Challenge 23                                                   | 1999年4月2日   |
| ○    | ケン・パラム                 | 15分1R終了 判定3-0               | Extreme Challenge 23                                                   | 1999年4月2日   |
| ○    | ヴァーノン・イェイツ         | 1R 0:18 チョークスリーパー       | Gladiators 2                                                           | 1999年3月18日  |
| ○    | ブレット・ジョーンズ         | 1R 0:14 チョークスリーパー       | Gladiators 2                                                           | 1999年3月18日  |
| ×    | マット・ヒューズ             | 15分1R終了 判定0-3               | Extreme Challenge 21 【準決勝】                                        | 1998年10月17日 |
| ○    | アダム・ジョンソン           | 1R 0:51 フロントチョーク         | Extreme Challenge 21 【1回戦】                                         | 1998年10月17日 |
| △    | ショーニー・カーター         | 20分1R終了 ドロー                | Extreme Challenge 20                                                   | 1998年8月22日  |
| ○    | フィル・ジョーンズ           | 15分1R終了 判定                  | Extreme Challenge 19                                                   | 1998年6月20日  |
| ○    | アンディ・サンダース         | 15分1R終了 判定                  | Extreme Challenge 19                                                   | 1998年6月20日  |
| ○    | ヘンリー・マタモロス         | 10分1R終了 判定                  | Wisconsin Vale Tudo                                                    | 1998年5月30日  |
| ×    | エイドリアン・セラーノ       | 12分1R終了 判定                  | Wisconsin Vale Tudo                                                    | 1998年4月4日   |
| ×    | ジェシー・ジョーンズ         | 1R 5:45 腕ひしぎ十字固め         | Extreme Challenge 15                                                   | 1998年2月27日  |
| ×    | ショーニー・カーター         | 15分1R終了 判定1-2               | Extreme Challenge 5 【ライト級トーナメント 決勝】                      | 1997年4月18日  |
| ○    | ラバーン・クラーク           | 1R 5:51 三角絞め                 | Extreme Challenge 5 【ライト級トーナメント 1回戦】                     | 1997年4月18日  |
| ○    | ティム・ウィルズ             | 1R 1:06 ギブアップ               | HOOKnSHOOT: Absolute Fighting Championship 1 【HnSライト級王座決定戦】 | 1997年4月5日   |
| ○    | ショーン・クルタス           | 1R 3:29 TKO（タオル投入）        | HOOKnSHOOT: Lightweight Championship 【ライト級トーナメント 決勝】     | 1997年4月4日   |
| ○    | アダム・フィッシャー         | 1R 3:39 チョークスリーパー       | HOOKnSHOOT: Lightweight Championship 【ライト級トーナメント 準決勝】   | 1997年4月4日   |
| ○    | デュエイン・ブレッシンガー   | 1R 2:37 腕ひしぎ十字固め         | HOOKnSHOOT: Lightweight Championship 【ライト級トーナメント 1回戦】    | 1997年4月4日   |

### グラップリング
| 勝敗 | 対戦相手         | 試合結果    | 大会名                         | 開催年月日 |
| ×    | サウロ・ヒベイロ | ギブアップ  | ADCC 2000 【88kg未満級 2回戦】 | 2000年3月  |
| ○    | 竹内出           | ポイント8-0 | ADCC 2000 【88kg未満級 1回戦】 | 2000年3月  |

## 獲得タイトル
- HOOKnSHOOTライト級トーナメント 優勝（1997年）
- Extreme Challenge 25 優勝（1999年）
- 初代HOOKnSHOOTライト級王座（1997年）
- Shidokan Jitsu Warriors War 1 優勝（2001年）
- 初代UFC世界ミドル級王座（2001年）